# Herakleitos
Herakleitos (grekiska Ἡράκλειτος, latin Heraclitus, äldre svensk form Heraklit), var en grekisk filosof från staden Efesos som levde mot slutet av 500-talet f.Kr. Han räknas som en av försokratikerna, det vill säga de filosofer som levde och verkade före Sokrates. Inget är säkert känt om hans liv eller person. 

## Verksamhet

### Herakleitosfragmenten
Herakleitos skrev någon typ av bok, känd som Om naturen, som i sin fullständiga form gått förlorad, men delar av texten finns bevarade i form av ett drygt hundratal citat – de så kallade Herakleitosfragmenten – hos olika antika författare under ett tidsspann från Platons generation fram till 300-talet e.Kr.
Fragmenten, som gavs en textkritisk edition av den tyske filologen Hermann Diels i Die Fragmente der Vorsokratiker (1903), är av skiftande längd och kvalitet. Totalt innehåller Diels samling 139 textställen. Ett sjuttiotal betraktas som mer eller mindre autentiska Herakleitoscitat, en del säkrade genom flera oberoende källor. Andra bör vara omskrivningar eller referat av Herakleitos ord med varierande relevans.
Ytterligare andra betraktas av forskningen som rena förfalskningar. Detta inkluderar det i våra dagar ibland anförda panta r[h]ei ("allt flyter"). Detta syftar på att det i verkligheten inte finns något som är fast och bestående, ett yttrande som istället sägs härstamma från Sokrates i Platons dialog Kratylos.
Herakleitos har ofta tillskrivits orden "Man kan inte två gånger kliva ner i samma flod", men inte heller det betraktas i dag som ett autentiskt fragment, utan är en förklarande omskrivning av vad Herakleitos menade av Plutarchos, som levde cirka 600 år senare.

### Lära
Herakleitos har kallats den förste dialektikern. Med det menas att han formulerade den först kända läran om motsatsernas kamp och enhet. Han har också kallats "den dunkle", och fragmenten är mångtydiga och svårtolkade. Inte desto mindre har de haft ett inte obetydligt inflytande på den nyare tidens europeiska filosofer som till exempel Friedrich Hegel, Friedrich Nietzsche och Martin Heidegger. 
Logos (grekiska för ord, förnuft, proportion), som behandlas i det längsta bevarade fragmentet (Diels 1 från Sextos Empirikos), tycks spela en central roll i hans lära. Möjligen kan det tolkas som en ordnande princip, en rationalitet av motsatsernas kamp och enhet i ständig förändring, som verkar både i det objektiva (världen, universum) och i det subjektiva (människors tänkande, idéerna). Dess verkliga innebörd är emellertid enligt Herakleitos fördold för de flesta.
Det finns en språklig struktur i de bäst bevarade fragmenten, som kan vara betydelsebärande och relevant för att förstå vad Herakleitos ville säga till dem som var visa nog att inse vad som dolde sig under skalet. Denna struktur liknar den antika, retoriska figuren kiasm ("X-form"), det vill säga en sats av typen "Solen är gul, blått är havet". Några av de längre fragmenten, till exempel det ovan nämnda Diels 1, tycks vara bildat efter ett utvidgat sådant mönster, där båda leden egentligen beskriver samma sak, men i ena instansen i objektiv och i andra i subjektiv mening. Kanske kan detta tolkas så att Herakleitos var en av de första som reflekterade över förhållandet mellan idé och materia, en av den efterkommande filosofiska spekulationens huvudteman. 
I dialogen Kratylos låter Platon Sokrates diskutera med en anhängare av Herakleitos lära i Aten på 400-talet f.Kr. Här tycks emellertid Platons syfte vara att visa att den tidens "heraklitiker" inte hade begripit vad Herakleitos egentligen menade och att Sokrates, som mellan raderna förefaller driva gäck med sin samtalspartner, hade en bättre förståelse. Men inget sägs klart ut och dialogen i fråga präglas av en mångtydighet som kanske kan liknas vid Herakleitos egen. Platon lär själv ha varit "heraklitiker" i sin ungdom. 
En tidigare vanlig tolkning av Herakleitos lära som härrör från Aristoteles var att han höll eld för att vara "urämnet" till allt, på liknande vis som Thales från Miletos höll vatten för att vara alltings ursprung och Anaximenes menade att allt är olika förtätningar av luft. Eld förekommer i fragmenten, och även om dess betydelse i Herakleitos idévärld kanske inte kan reduceras till enbart en symbol eller liknelse, finns det egentligen inget som tyder på att det var en naturfilosofisk urämneslära han formulerade.

### Diogenes Laertios om Herakleitos
I doxografin Berömda filosofers liv och läror från början av 200-talet e.Kr. av Diogenes Laertios finns ett kapitel om Herakleitos med biografiskt och anekdotiskt material. Hans levnadstid anges där till 535 f.Kr.–475 f.Kr. Bland annat berättas att Herakleitos lämnade Efesos för att leva i avskildhet i bergen samt att han vid ett tillfälle blev ombedd att reformera Efesos lagar men vägrade, då han ansåg att stadens invånare hade barbarsjälar. Särskilt fantasifulla är anekdoterna om Herakleitos död, som skildras i flera versioner. Enligt en blev han levande uppäten av hundar; enligt en annan dog han efter att på egen begäran blivit nergrävd i en gödselstack, då han trodde att värmen skulle dra fukten ur hans kropp. Diogenes Laertios doxografi formade under lång tid eftervärldens bild av Herakleitos, men anses idag av forskningen mindre tillförlitlig vad gäller faktiska uppgifter om hans liv och leverne (se exempelvis Kahn nedan). 

## Utmärkelser
Asteroiden 5204 Herakleitos är uppkallad efter honom.